# Eskamppolder
De Eskamppolder is een polder en een voormalig waterschap in de gemeenten Den Haag en Wateringen, in de Nederlandse provincie Zuid-Holland. Het waterschap werd in 1879 gevormd uit de Gecombineerde Oost- en West-Eskamppolders
Het waterschap was verantwoordelijk voor de waterhuishouding in de polders.